# Dalmacio Vélez Sarsfield
Pour les articles homonymes, voir Vélez Sarsfield (homonymie).
Dalmacio Vélez Sarsfield est un juriste et homme politique argentin né le 12 février 1800 à Amboy dans la Province de Córdoba et mort le 30 mars 1875 à Buenos Aires. Il a rédigé le code civil de l'Argentine.

## Biographie
Né à Amboy en 1800 dans la vallée de Calamuchita, Dalmacio Vélez Sarsfield prend le nom de sa mère, Rosa Sarsfield Palacios, elle-même fille de Jorge Sarsfield et dont les ancêtres sont irlandais et les prénoms de son père, Dalmacio Vélez Baigorri, mort avant sa naissance.
Éduqué au collège jésuite de l'Université nationale de Córdoba, il parle l'espagnol, le français, l'italien et le latin et obtient son Juris Doctor en 1822, il en devient le speaker en 1825.
Il épouse sa nièce Paula Piñero Sierra et entame une carrière politique. Il s'installe à Buenos Aires en 1823 et est élu à l'Honorable Cámara de Diputados de la Nación Argentina, il accède à la charge de speaker en 1825 et devient Professeur d'économie politique à la faculté de Droit de l'Université de Buenos Aires à partir de 1826. Il soutient alors le mouvement politique centralisateur de Bernardino Rivadavia et est élu en 1835 résident de l'académie de jurisprudence.
Contraint à l'exil en Uruguay à Montevideo à partir de 1842 par Juan Manuel de Rosas qui a pris le pouvoir à Buenos Aires en 1829, sa propriété est détruite. Il revient en Argentine à la faveur de la montée de Bartolomé Mitre Martínez en 1852 et rédige la constitution de Buenos Aires en 1854 avec Carlos Tejedor.
Lors de la séparation de Buenos Aires du reste des provinces, il occupe successivement les postes de sénateur, chargé de la réorganisation de la Banque provinciale de Buenos Aires, ministre des Affaires étrangères et négociateur diplomatique entre Buenos Aires et la Confédération.
En 1858, l’État de Buenos Aires (séparé de la Confédération argentine) lui confie la rédaction d’un code de commerce, rédigé en collaboration avec le prestigieux jurisconsulte uruguayen Eduardo Acevedo Maturana, alors en exil à Buenos Aires. Achevé en 10 mois et approuvé en 1859, il est après la réunification nationale approuvé en tant que code commercial national par le Congrès, par la loi n ° 15 le 10 septembre 1862. Réformé en 1889, il est resté en vigueur jusqu’au 1er août 2015. La même année, en 1862, Dalmacio Velez Sarsfield est chargé de rédiger le Code civil de la République argentine. La composition du comité ne commença qu’en 1864, sous la présidence de Bartolomé Mitre. Sa rédaction, richement fournie de notes et de commentaires, lui prit près de cinq ans. Approuvé par acclamation par les chambres le 25 septembre 1869, entré en vigueur le 1 janvier 1871, il reste tel jusqu’au 1er août 2015, où il est remplacé par le Code civil et commercial de la Nation.
Son travail de codification emprunte à des codifications antérieures, celles du Code Napoléonien du 21 mars 1804, du Code civil chilien d'Andrés Bello du 14 décembre 1855 et du projet incomplet de Code civil brésilien, l'Esboço de Código Civil de 1864 d'Augusto Teixeira de Freitas.
Après la Bataille de Cepeda en (1859), il joue un rôle croissant, comme ministre des Finances de 1862 à 1863 sous Bartolomé Mitre Martinez et ministre de l'Intérieur de 1868 à 1872 sous Domingo Faustino Sarmiento.
Domingo Faustino Sarmiento et Dalmacio Velez Sarsfield sont partisans de la télégraphie électrique dans le pays et il participe à son inauguration le 5 août 1874.
Sa critique de l’Histoire de Belgrano publiée par Bartolomé Mitre Martinez suscite une grande attention, dans ce qui a été la première des grandes controverses historiographiques de l’Argentine.
Il meurt à Buenos Aires le 30 mars 1875. Ses restes reposèrent dans le cimetière de Recoleta, jusqu’à ce qu’ils soient transférés au Palais de Justice de la ville de Cordoue.

## Hommages
Une ville de la province de Province de Córdoba, une avenue, un quartier, un club, un hôpital, une station de métro et une école dans la ville de Buenos Aires et Mendoza portent son nom, ainsi que des reconnaissances similaires dans d’autres villes d’Argentine. Le Club Atlético Vélez Sarsfield, fondé en 1910, porte son nom en son hommage.